# Carlo Vittorio Varetti
Carlo Vittorio Domenico Varetti (Torino, 22 aprile 1884 – Roma, 17 ottobre 1963) è stato un ingegnere, storico della scienza, dirigente sportivo e calciatore italiano.

## Biografia
Carlo Vittorio Varetti nacque a Torino il 22 aprile 1884. Fu uno dei fondatori e tra i primi giocatori della Juventus. Fece il suo esordio contro il Torinese, partita persa per 1-0. Fece la sua ultima comparsa in bianconero contro il Torino, in cui la Juve fu sconfitta per 4-1. Fu uno dei protagonisti del primo scudetto juventino nel 1905. In otto stagioni collezionò 28 presenze e 2 reti, entrambe segnate in due partite contro l'US Milanese nel 1905. Nel 1907, anno del suo ritiro dall'attività agonistica, divenne presidente della Juventus in sostituzione dell'esautorato Dick, carica che ricoprirà fino al 1909.
Sempre nel 1907 si laureò in ingegneria industriale e, dopo aver abbandonato l’attività sportiva, nel 1913 entrò a far parte dell'Ufficio tecnico della Direzione generale delle carceri.
Durante la prima guerra mondiale ricoprì la carica di ufficiale del Genio Zappatori, riprendendo, al termine del conflitto, il suo impiego presso il Ministero della giustizia, nel quale raggiunse la carica di Ispettore generale tecnico degli Istituti di prevenzione e pena. Fu inoltre membro del Consiglio superiore dei lavori pubblici e capo di Gabinetto presso il Ministero delle comunicazioni.
Nel settore dell’edilizia carceraria, che per Varetti doveva essere ispirata a criteri umanitari, diede un importante contributo, testimoniato dalle sue pubblicazioni e dai progetti da lui ideati e realizzati.
Si dedicò inoltre con passione agli studi di storia della scienza e fu membro corrispondente della Società italiana di storia delle scienze mediche e naturali; i suoi interessi si concentrarono in particolare sul Rinascimento scientifico napoletano, sull'astronomo Francesco Fontana e su altri scienziati del XVII secolo.
Morì a Roma il 17 ottobre 1963.

## Archivio
La biblioteca del Museo Galileo conserva un fondo archivistico prodotto da C.V. Varetti, acquisito nel 1979 tramite dono della figlia, l'architetto Cecilia Varetti.
Il fondo, dallo stesso Varetti ordinato in buste e cartelle secondo un criterio tematico, contiene lettere, prevalentemente scritte fra il 1956 e il 1963, e numerosi appunti e minute relative al Rinascimento scientifico napoletano, a Francesco Fontana e ad altri scienziati del Seicento; contiene anche appunti e materiale di studio riguardanti l’edilizia carceraria, gli ospedali e gli istituti di assistenza e rieducazione per i minori, in particolare l'Ospizio della Quarconia e il Carcere delle Stinche di Firenze e l’Ospizio apostolico di San Michele di Roma.

## Statistiche

### Presenze e reti nei club
| Stagione  | Club     | Campionato | Campionato | Campionato | Campionato |
| Stagione  | Club     | Comp       | Pres       | Reti       |            |
| --------- | -------- | ---------- | ---------- | ---------- | ---------- |
| 1900      | Juventus | CI         | 4          | 0          |            |
| 1901      | Juventus | CI         | 2          | 0          |            |
| 1902      | Juventus | CI         | 3          | 0          |            |
| 1902-1903 | Juventus | CI         | 5          | 0          |            |
| 1903-1904 | Juventus | PC         | 4          | 0          |            |
| 1904-1905 | Juventus | PC         | 4          | 2          |            |
| 1905-1906 | Juventus | PC         | 4          | 0          |            |
| 1906-1907 | Juventus | PC         | 2          | 0          |            |
| Totale    | Totale   | Totale     | 28         | 2          |            |

## Palmarès

### Calciatore

#### Club

##### Competizioni nazionali
- Campionato italiano: 1

Juventus: 1905

## Scritti scientifici
- (IT) Carlo Vittorio Varetti, Contributo alla storia dell’ottica nella prima metà del secolo XVII: dal cannocchiale di Galileo alle lenti del Torricelli, in Unione matematica italiana: atti del secondo Congresso dell'Unione matematica italiana, Roma, Cremonese, 1942,  pp. 1-10.
- Carlo Vittorio Varetti, Ancora del finanziamento e dell’esecuzione delle opere edilizie carcerarie, Roma, [s.n.], 1957.
- Carlo Vittorio Varetti, L’artefice di Galileo: Ippolito Francini detto Tordo: contributo agli studi galileiani e alla storia dell'ottica, in Rendiconti della R. Accademia nazionale dei Lincei, vol. 15, n. 3-4, 1939,  pp. 204-297.